# Ärtröksvamp
Ärtröksvamp (Pisolithus arhizus eller Pisolithus arrhizus) är en svampart som först beskrevs av Giovanni Antonio Scopoli, och fick sitt nu gällande namn av Rauschert 1959. Pisolithus arhizus ingår i släktet Pisolithus och familjen rottryfflar.   Inga underarter finns listade i Catalogue of Life. Tidigare har den på svenska kallats för ärttryffel.